# Литвиновское сельское поселение (Ростовская область)
Литвиновское сельское поселение — муниципальное образование в Белокалитвинском районе Ростовской области.
Административный центр поселения — село Литвиновка.

## Административное устройство
В состав Литвиновского сельского поселения входят:
- село Литвиновка,
- хутор Демишев,
- хутор Дубовой,
- хутор Кононов,
- хутор Кочевань,
- хутор Титов.

## Население
| 2010  | 2012  | 2013  | 2014  | 2015  | 2016  | 2017  |
| ----- | ----- | ----- | ----- | ----- | ----- | ----- |
| 2711  | ↘2632 | ↘2539 | ↘2464 | ↘2407 | ↘2377 | ↘2371 |
| 2018  | 2019  | 2020  | 2021  |       |       |       |
| ↘2340 | ↘2274 | ↘2253 | ↘2221 |       |       |       |